# Екологічна ситуація в Донецьку
Донецьк є  "столицею" шахтарського краю України, разом із прилеглими до нього містами й селищами міського типу (Авдіївка, Макіївка, Ясинувата та ін.) утворить Донецьку індустріальну агломерацію.
У самому Донецьку експлуатуються 22 вугільні шахти, терикони (штучні насипи порожніх порід) які розташовуються в безпосередній близькості від житлових кварталів. У центральній частині міста знаходиться великий металургійний завод. Є підприємства хімічної (виробництво пластмас, хімреактивів) і коксохімічної промисловості. Викиди підприємств міста, сконцентрованих на порівняно невеликій території, разом з підприємствами Донецької агломерації формують досить стійкий смог, що практично цілорічно висить над усім мегаполісом.

## Повітря
Високе забруднення повітря в Донецьку частково компенсуються достатком зелених насаджень і квітників. Під зеленими насадженнями зайнято більше половини загальної площі міста, але останнім часом їх кількість катастрофічно скорочується. Поліпшенню мікроклімату сприяють і 30 ставків і водоймищ загальною площею понад 600 га, створених у межах міста й на околицях міста.

## Вода
Дуже гострою проблемою для Донецька є водопостачання.
Розташування міста на вододілі басейнів р. Сіверський Донець і Азовського моря географічно визначає маловодность цієї території. Видобуток вугілля, що ведеться в цьому регіоні майже два сторіччя, привів до повного його зневоднювання. Зневоднювання території є неминучим наслідком масштабного розвитку гірничодобувної промисловості. При прокладці шахт і добутку з кар'єрів корисних копалин відбувається перетинання підземних Водоносних горизонтів. Потік підземних вод спрямовується в  порожнину, що утворилася. Порушений гірським виробленням підземний водоносний горизонт поступово виснажується. Слідом за цим відбувається виснаження поверхневого водотоку, гідравлічно пов'язаного з порушеним водоносного горизонту.
Таким чином відбувається зневоднювання всієї території. Щоб запобігти затопленню простору, необхідного для витягу корисних копалин, влаштовувати шахтний або кар'єрний водовідлив, що буде діяти цілодобово. Шахтні (кар'єрні) води, забруднені домішками гірської породи й звичайно високомінералізованні, відкачуються на поверхню. Скидання цих вод у поверхневі водотоки приводить до їхнього сильного забруднення. Тому шахтні води акумулюються у водоймах, спеціально організованих на чисельних балках. Тут відбувається їхнє відстоювання і посвітління. Освітлені і розведені атмосферними опадами, ці води стають згодом  придатними для використання в рекреаційних цілях, для риборозведення й обмежено для цілей зрошення. Через високу мінералізацію й часто значного змісту іонів важких металів шахтні води непридатні для питного й технічного водопостачання. Вони можуть використатися тільки для поповнення оборотних циклів водопостачання збагачувальних фабрик.
З ростом видобутку вугілля, інтенсивним розвитком підприємств металургійного, хімічного й машинобудівного комплексів проблема водопостачання в Донбасі загострюється усе сильніше. У той же час на багатьох підприємствах Донецької агломерації вода використається вкрай нераціонально. У річки скидається велика кількість неочищених і недостатньо очищених стічних вод, які могли б багаторазово використатися в системах оборотного водопостачання. Більшість підприємств Донецька, побудованих у довоєнний і післявоєнний період, працюють на застарілих технологіях, вимагають технічного переоснащення в напрямку экологізації технологічних процесів з метою більше повної переробки сировини, впровадження оборотних і замкнутих систем водопостачання, зменшення викидів в атмосферу.

## Відходи
Для Донецька актуальна проблема переробки твердих промислових відходів, яких за двохсотлітню історію промислового розвитку міста нагромадилося сотні мільйонів тонн.
У Донецьку в результаті порушення гідрогеологічного режиму при вуглевидобутку, осіданні на поверхні на прироблених ділянках під впливом додаткового статичного навантаження від твердих виробничих відходів відбулося підтоплення й часткове заболочування зразкової третьої частини міської території. Крім того, на окремих ділянках спостерігаються провали земної поверхні. Такі проблеми характерні для міст і селищ усього Донбасу.